# Femme dans l'univers du jeu vidéo

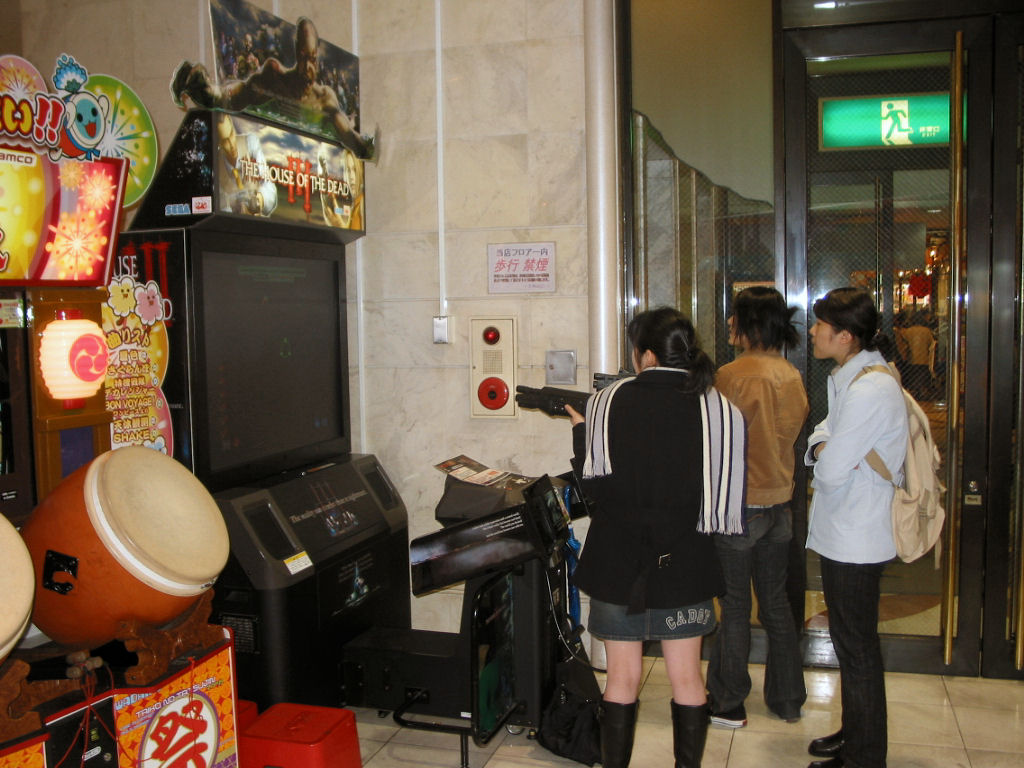
Des femmes jouant avec une borne d'arcade, au Japon, en 2005.

Les femmes dans l'univers du jeu vidéo n'ont pas toujours reçu une attention particulière, d’un point de vue social et commercial. Depuis les années 1990, les passionnées de jeux vidéo étaient considérées comme une minorité, mais les enquêtes menées par les grandes industries du jeu vidéo ont démontré qu’avec le temps, le ratio du genre est devenu plus proche de l’égalité entre les femmes et les hommes, et depuis 2010, les femmes représentent presque la moitié de l’ensemble des gameurs. Le sexisme dont les femmes font l’objet dans les jeux vidéo, en incluant le harcèlement sexuel et la sous-représentation de la femme comme personnage dans les jeux vidéo, est un sujet soulevé très régulièrement dans les discussions sur la culture du jeu vidéo.
Les femmes représentent le marché culturel qui connaît la meilleure croissance dans le gaming, mais elles sont aussi le marché le moins bien exploité. Cependant, les efforts d’inclure la communauté féminine sont de plus en plus prononcés. Cela se traduit par plusieurs moyens notamment en combattant les problèmes des publicités orientées vers un genre en particulier (les hommes), les stéréotypes sociaux, et le manque de présence féminine dans l’industrie de création du jeu vidéo (codeurs, développeurs, producteurs, etc.). Le terme « gameuse » est une réappropriation des joueuses de jeux vidéo pour désigner leur communauté, mais le terme a aussi été critiqué comme étant contre-productif et offensant. 

## Données démographiques
La participation féminine dans l’univers du jeu vidéo augmente. Selon une étude de l'Entertainment Software Association, le nombre de joueuses aux États-Unis a augmenté de 40 % en 2010 et de 48 % en 2014,. Aujourd’hui, malgré l'idée dominante selon laquelle la plupart des joueurs de jeux vidéo sont des hommes, le ratio de joueurs femmes et hommes est équilibré, reflétant la population générale.
En 2008, une étude du Pew Research Center et American Life Project a constaté que parmi les adolescents, 65 % d’hommes et 35 % de femmes se considèrent comme des joueurs quotidiens. Cette tendance se renforce au sein des tranches d’âges les plus jeunes. L’étude a constaté que bien que les hommes adultes sont plus susceptibles de jouer sur consoles que les femmes adultes, sur d’autres plateformes, les deux genres se rejoignent de façon égale.
Les chiffres tendent à s’égaliser : en 2013, Nintendo a rapporté que la moitié de ses utilisateurs étaient des femmes, et en 2015, une autre étude du Pew Research Center a constaté que plus de femmes américaines (42 %) que d'hommes (37 %) possédaient une console de jeu vidéo.
En 2013, Variety a rapporté que la participation féminine dans la communauté du jeu vidéo a augmenté avec l’âge : 61 % de femmes et 57 % d’hommes âgés de 45 ans à 64 ans jouent aux jeux vidéo.
Une enquête datée de mi-2015 rapportée par UKIE indique que 42 % de joueurs britanniques sont féminins.
Une plus récente étude canadienne réalisée, en 2018, par l’Association canadienne du logiciel de divertissement (ESAC) relève que 50 % des personnes s’identifiant comme gamers sont du genre féminin.

### Ratio international des joueurs par genre en 2012
| Région/Pays        | Étude      | Ratio (Femme à Homme) |
| ------------------ | ---------- | --------------------- |
| Australie          | IGEA       | 47 : 53               |
| Canada             | ESAC       | 46 : 54               |
| Chine              | 17173 (zh) | 27 : 73               |
| Japon              | 17173      | 34 : 66               |
| Corée du Sud       | 17173      | 37 : 63               |
| Nouvelle-Zélande   | IGEA       | 46: 54                |
| USA                | ESA        | 47 : 53               |
| Europe             | ISFE       | 45 : 55               |
| Autriche           | ISFE       | 44 : 56               |
| Belgique           | ISFE       | 46 : 54               |
| République Tchèque | ISFE       | 44 : 56               |
| Danemark           | ISFE       | 42 : 58               |
| Finlande           | ISFE       | 49 : 51               |
| France             | ISFE       | 47 : 53               |
| Allemagne          | ISFE       | 44 : 56               |
| Grande-Bretagne    | ISFE       | 46 : 54               |
| Italie             | ISFE       | 48 : 52               |
| Pays-Bas           | ISFE       | 46 : 54               |
| Norvège            | ISFE       | 46 : 54               |
| Pologne            | ISFE       | 44 : 56               |
| Portugal           | ISFE       | 43 : 57               |
| Espagne            | ISFE       | 44 : 56               |
| Suède              | ISFE       | 47 : 53               |
| Suisse             | ISFE       | 44 : 56               |

### L’identification en tant quegameuses
Tandis que 48 % de femmes américaines déclarent jouer aux jeux vidéo, seulement 6 % d’entre elles s’identifient à des « gameuses », comparé à 15 % des hommes qui s’identifient à des « gameurs ». Le chiffre monte à 9 % parmi les femmes de 18 à 29 ans, comparé à 33 % parmi les hommes de cette tranche d’âge. La moitié des joueuses sur PC aux États-Unis se considèrent comme étant des gameuses « hardcore ». En 2012, une étude d'Electronic Entertainment Design and Research (EEDAR) (pt) a rapporté que presque 60 % des joueurs sur plateformes mobiles sont des femmes et que 63 % de ces joueuses sur mobiles ont joué à des jeux multijoueurs en ligne.
Les connotations sexistes liées au terme « gameuse » et à la culture du jeu vidéo ont causé un rejet du terme auprès des femmes, elles sont moins enclines à adopter cette étiquette. Tandis que certaines se réapproprient le terme, d'autres le décrivent comme inutile, réducteur, offensant et même nuisant à la représentation de la communauté des joueuses de jeux vidéo. « Gameuse » est un terme qui en soi donne une connotation liée à l’âge, car il soulignerait la différence entre des femmes plus âgées et des femmes plus jeunes[réf. souhaitée]. Le terme a aussi été décrit comme la perpétuation de la position minoritaire des joueuses féminines par rapport aux hommes.
Celles qui sont mal à l’aise avec le terme de "gameuse" considèrent que sa démocratisation peut mener à la perpétuation de stéréotypes allant à l’encontre des joueuses comme l'hypersexualisation des femmes par exemple,. Ces critiques suggèrent qu'il n'y a aucune définition unique des joueuses féminines et que les profils de ces femmes sont aussi divers que dans un autre groupe de personnes. Un manque de modèle au sein de la communauté des joueuses contribue aussi à la sous-représentation des joueuses, qui se sentent obligées de rentrer dans le rôle caricatural de la « gameuse » pour être crédible et acceptée.
La création des stéréotypes liés aux femmes provient assez souvent des joueurs masculins qui ont eux aussi été négativement stéréotypés par la société au sens large[réf. souhaitée]. Cette stigmatisation sociale contre les joueurs de jeux vidéo a poussé quelques femmes à prendre leurs distances par rapport au terme gameuse, bien qu’elles puissent jouer régulièrement,,,. L'influence parentale a aussi perpétué certains des stéréotypes auxquels font face les hommes comme les femmes. Les cadeaux achetés par les parents pour un garçon peuvent être aussi bien des Xbox que des Playstation tandis que pour les filles les parents seront plus focalisés sur des jeux comme Barbie ou des jeux éducatifs. Quelques critiques controversées ont suggéré que le terme "gameur" soit endémique et soit devenu démodé à cause des nouvelles données démographiques qui témoignent du changement de l'industrie,

## Préférences par genre
Les différences entre les joueurs des deux sexes peuvent avoir un rapport avec les différences de goût fondamentales concernant les jeux. Sid Meier et Shigeru Miyamoto ont témoigné leur incapacité à faire aimer les jeux vidéo à leurs femmes malgré des décennies comme concepteurs de jeu et, dans le cas de Meier, sa femme aussi travaille dans l’industrie du jeu vidéo. Les hommes préfèrent les jeux d’action et de combat explosifs, très rapides et dynamiques, quant aux femmes, elles ont tendance à préférer la communication dans le jeu et des relations interpersonnelles (comme le développement du personnage et la dynamique de l’intrigue),.
La façon de jouer au même jeu peut aussi différer selon le sexe comme dans la série Grand Theft Auto. Les femmes sont souvent caractérisées comme préférant des jeux axés sur le scénario ou les jeux constructifs comme les Sims ou Civilization, mais ceci n'est pas applicable à toutes les femmes. En 2013, Variety a rapporté que 30 % de femmes jouaient à des jeux plus violents. Parmi ces 30 %, 20 % ont joué à Call of Duty et 15 % ont joué à Grand Theft Auto. L’intérêt des femmes pour les jeux d’aventure, d'action et les jeux de rôle en ligne comme World of Warcraft et Second Life est persistant.Comparé aux hommes, les femmes adeptes des jeux de plateforme en ligne multijoueurs comme World of Warcraft ont tendance à mettre plus d'accent sur la socialisation qu’au jeu en lui-même qui est axé sur l’accomplissement. Cet accent sur la socialisation s'étend au-delà du jeu lui-même. Dans une étude publiée dans Journal of Communication en 2009, des chercheurs ont constaté que 61 % des joueurs féminins jouent avec leur partenaire de vie, comparé à 24 % d'hommes.
La publicité autour du jeu vidéo était initialement neutre, mais elle a commencé à réduire sa cible à de jeunes garçons avec l’avènement du jeu vidéo dans les années 1980,,Bien que les succès commerciaux comme Myst et Les Sims aient séduit aussi des femmes, certains ont néanmoins considéré que les femmes étaient à l'extérieur du courant dominant du jeu. Par ailleurs, d’autres facteurs contribuent aux stéréotypes de préférence des femmes en matière de jeux vidéo, notamment le manque de femmes dans l’industrie de conception du jeu vidéo, en effet les études de marché sont souvent constituées d’hommes qui réfléchissent à quel genre de jeux pourrait séduire les femmes. À la suite de la conception d'un jeu qui échoue auprès des femmes, l’échec est attribué au préjugés selon lequel « les femmes ne jouent pas aux jeux vidéo » plutôt qu'au vrai problème tel que la mauvaise qualité du jeu par exemple.
Les jeux orientés vers les filles ont fréquemment été des adaptations de créations déjà existantes comme Barbie et Nancy Drew, en laissant les jeux de sport de conduite, de jeu de rôle aux garçons. Ceci a commencé à changer, avec l'expansion du féminisme entrepreneurial et le concept "de jeux par les filles pour les filles" qui a été adopté par des entreprises comme Her Interactive, Silicon Sisters (en) and Purple Moon - possédées et dirigées par des femmes en grande majorité. En créant des jeux basés sur la recherche sociologique, psychologique et cognitive en rapport avec les intérêts culturels des femmes, de telles entreprises espèrent lancer un marché réservé aux femmes soulignant des différences fondamentales entre ce que les femmes veulent et ce que les hommes veulent dans le jeu.
Par ailleurs, il y a aussi une démarche visant à étendre le marché existant aux femmes en développement des jeux neutres. Par exemple, des études ont démontré que les femmes plus âgées préfèrent les jeux neutres comme Tetris ou King's Quest aux « jeux de filles »,
En examinant les habitudes de jeu dans les Internet cafés, la Corée du Sud a vu une hausse du nombre de joueurs féminins jouant publiquement des jeux comme Lineage, de même on voit le développement de jeux comme Tamagotchi considéré comme un jeu neutre au Japon, mais comme un jeu de filles en Occident.
Au Japon le développement de la culture kawaii et son marketing ont rendu le jeu vidéo plus accessible aux filles, cette tendance s’est aussi transportée au Taiwan et récemment en Chine où les parents imposent des restrictions plus dures à leurs filles qu’à leurs fils.

## Niveau de jeu
Le design des jeux joue un rôle important dans l'intérêt féminin pour un jeu suivant son degré de difficulté. Cependant, les femmes ne sont pas plus ou moins séduites par un jeu selon sa facilité ou sa complexité. En 2012, des développeurs de Borderlands 2 ont été critiqués à la suite de la création du niveau de jeu offensant et réducteur : le mode petite amie.

### Le comportement des hommes envers les joueuses
En 2015, une étude a constaté que les joueurs masculins moins bons au jeu Halo 3 étaient hostiles envers leurs coéquipières féminines, et plus docile envers leurs coéquipiers masculins. Les auteurs de l’enquête ont étudié l'hostilité masculine envers des joueurs féminins en termes de psychologie évolutionniste, « les femmes ont initié une rupture dans la hiérarchie masculine, ce qui cause un comportement hostile en provenance des joueurs les moins bons. »

## Les femmes dans l’industrie du jeu vidéo
En 1989, selon Variety, les femmes constituaient seulement 3 % des effectifs de l'industrie de jeu. En 2013, Gary Carr (le directeur de la création de Studios Lionhead) a prédit que dans les 5 à 10 prochaines années, le développement de jeux sera composé à 50 % de femmes.Selon l’enquête de 2014 sur les salaires dans le développement de jeux vidéo de Gamasutra, les femmes aux États-Unis gagnent 86 centimes pour chaque dollar que gagne un homme. On trouve l’équité la plus proche dans la conception de jeu, les femmes gagnent 96 centimes pour chaque dollar que gagne un homme en occupant le même poste, tandis que dans le doublage audio, on trouve le plus grand écart, les femmes gagnent 68 % de ce qu’un homme gagne en occupant le même poste.

L’industrie vidéoludique demeure tout de même un milieu où s’articule des rapports problématiques de genres s’insérant au sein d’une structure plus large des rapports genrés. Des enjeux d’hypersexualisation et de stéréotypisation des hommes et des femmes, autant à l’intérieur des jeux qu’au sein des entreprises postule l’industrie du jeu vidéo comme étant sexiste et masculiniste : 
« Bien que ces pratiques ne soient pas présentes uniquement dans l' univers du jeu vidéo, celui-ci apparaît donc a minima comme un milieu principalement masculin et hétérosexiste, dont les logiques sexistes, patriarcales et masculinistes peuvent aller jusqu'à l'objectivation la plus totale des femmes en particulier, et à l'exclusion ou l'utilisation objectivante de toute identité contrevenant à la logique de service et d' augmentation de la jouissance masculine des privilèges dans ces lieux qui ont été pensés par et pour des hommes (souvent blanc et hétérosexuels, et jouissant d'une aisance financière [...]) » (p.90). 
Au sein de l’industrie technologique, le plafond de verre se fait également sentir. La résistance de certains stéréotypes erronés, à l’égard du genre féminin, sont toujours d’actualité dans cette industrie, notamment pour les postes de haute direction, ce qui peut ralentir la progression professionnelle des femmes. Dans un rapport de 2017, basé sur le témoignage de femmes de l’industrie des TI, réalisé par le comité sectoriel TechnoCompétences, ces stéréotypes ont été mis en avant :
1. Elles font preuve d'un moins grand intérêt pour le développement des affaires que chez les hommes ;
2. Les femmes s'impliquent moins dans les activités de réseautages ;
3. La difficulté de conciliation de la vie personnelle et professionnelle (mobilité, disponibilité, nombre d'heures de travail) ;
4. Le milieu professionnel étant considéré comme instable et signifiant un plus grand risque ;
5. Les femmes disposent de moins bonnes habilités politiques, ou n'ont pas d'intérêt pour cela[43].

Plusieurs structures se sont créées pour promouvoir la mixité dans l'industrie du jeu vidéo, parmi lesquelles Women in Games International depuis 2005, Women in Games WIGJ depuis 2009 au Royaume-Uni et Women in Games France depuis 2017. En mars 2018, plusieurs de ces associations, réunies au Global Esport Forum à Katowice, ont publié des recommandations pour lutter contre la sous-représentation des femmes dans l’esport.

## Les inégalités entre les sexes
Les enquêtes attribuent le manque d'intérêt des femmes pour les jeux vidéo à la représentation négative des femmes qui est faite dans les jeux vidéo et aux attitudes misogynes communes parmi les joueurs. En 2012, une discussion Twitter de femmes travaillant dans le domaine du jeu vidéo, se sont réunies sous le hashtag #1reasonwhy, qui dénonçait les pratiques sexistes comme l'hypersexualisation des personnages féminins, le désintérêt des entreprises de conception de jeux vidéo sur les sujets qui comptent aux yeux des femmes : aussi bien le harcèlement sur lieu de travail que les salaires inégaux, qui selon elles sont choses communes dans l'industrie du jeu vidéo,,.
Quant au domaine de conception du jeu, des caractéristiques d’un personnage, de son genre, etc. on considère que le jeu doit provoquer une évasion de la réalité dans laquelle le joueur se trouve. Par conséquent, l’empathie pour un personnage et l’identification qui va se faire est plus facilement faisable si le personnage partage le même genre que le joueur. Une étude universitaire de 2009 publiée dans New Media & Society (en) a constaté que 85 % personnages de jeux vidéo sont masculins,. Erin Hamilton soutient qu’une part du problème vient de la difficulté "à juxtaposer la féminité et le féminisme dans un bon jeu vidéo. ».
Quand des personnages féminins apparaissent dans les jeux vidéo, elles sont souvent considérées comme le reflet de messages malsains concernant l’image du corps irréaliste de la femme et des comportements sexuels provocateurs et violents. Les comportements des femmes sont stéréotypés : elles rient sottement et soupirent souvent. Ces comportements ne sont pas présentés de façon ironique, cela mène les enfants et plus particulièrement les petites filles à s’identifier aux femmes de ces jeux vidéo, et à penser que c’est ainsi que les filles sont censées penser et agir. En outre, l'hypersexualisation des personnages de jeux vidéo féminins en tenue légère comme Lara Croft dans Tomb Raider ne sont pas des caractéristiques attrayant la plupart des femmes,
Bien que le harcèlement sexuel envers les femmes dans l’univers du jeu vidéo soit à l’origine causé par une partie des joueurs masculins, il y a beaucoup d'hommes dans l'industrie de jeu qui reconnaissent qu'il y a un problème avec l'hypersexualisation féminine dans les jeux. Il y a aussi des joueurs masculins qui soutiennent que la sexualisation dont les femmes font l’objet dans les jeux vidéo s'applique aussi aux hommes et que la représentation d'un homme ou d'une femme dans un jeu vidéo d'une façon sexualisée peut être acceptable si faite dans un contexte juste.